# Zoé Valdés
Zoé Valdés, född 2 maj 1959 på Kuba,  är en kubansk författare som skriver poesi, romaner och filmmanus. Hon blev spansk medborgare 1997.

## Biografi
Valdés studerade på Instituto Superior Pedagógico Enrique José Varona, men hon avslutade studierna i förtid. Senare blev hon antagen till den filosofiska fakulteten vid Havannas universitet (La universidad de Habana) där hon studerade i två år. Från 1984 till 1988 deltog Valdés i Kubas Unescodelegation i Paris. Hon var vicechef på tidskriften Cine Cubano från 1990 till december 1994. Året därpå flyttade hon till Paris och bor nu där med sin man, filmaren Ricardo Vega, och sin dotter. Politiskt är Zoé Valdés emot Fidel Castro-regimen.
Zoé Valdés samarbetar med många spanska och franska tidningar så som El País, El Mundo, El Semanal, Qué leer, Elle, Vogue på spanska samt Le Monde, Libération, Le Nouvel Observateur, Beaux Arts och Les Inrockuptibles på franska. Hon har även deltagit i flera internationella litteraturfestivaler och varit jurymedlem vid prestigefulla tävlingar.
Förutom att ha skrivit filmmanus har Valdés även varit med och regisserat en kortfilm med sin man.